# Corcodel
Corcodel – wieś w Rumunii, w okręgu Jassy, w gminie Grajduri. W 2011 roku liczyła 42 mieszkańców.